# Rosemary Museminali
Rosemary Kobusingye Museminali (* 1962) ist eine ruandische Diplomatin und Politikerin. Sie ist seit 2018 Direktorin für Öffentlichkeitsarbeit und Spenderbeziehungen im Gemeinsamen Programm der Vereinten Nationen für HIV/Aids (UNAIDS).

## Biografie

### Studium, berufliche und diplomatische Laufbahn
Nach dem Schulbesuch studierte sie Sozialarbeit und Soziale Verwaltung an der Makerere-Universität in Uganda und schloss dieses Studium 1986 ab. Anschließend blieb sie bis 1994 in Uganda und war in dieser Zeit Lecturer am Nsamizi-Institut für Sozialpolitik in Entebbe, Koordinatorin für soziale Wohlfahrt und Aktivitäten von Nichtregierungsorganisationen beim Nationalen Rat für Soziale Dienste sowie zuletzt Verwalterin der Nyanza-Textilindustrien in Uganda.
1994 kehrte sie nach Ruanda zurück und wurde zur Abteilungsleiterin beim Sozialdienst ernannt und war dabei verantwortlich für Entwicklung, Einführung und Koordinierung von Programmen zur Unterstützung zahlreicher Bevölkerungsgruppen in der Zeit nach dem Völkermord in Ruanda. In dieser Funktion war sie auch Delegierte bei der UN-Weltfrauenkonferenz in Peking 1995 sowie Teilnehmerin an Sitzungen und Konferenz der Kommissionen für Soziale Angelegenheiten und Arbeit der Organisation für Afrikanische Einheit (OAU) sowie des Internationalen Roten Kreuzes sowie des Internationalen Roten Halbmondes. Des Weiteren war sie Mitglied des Vorstandes der Nationalen Stiftung für die Überlebenden des Völkermords sowie Trustee der Ländlichen Rehabilitationsinitiative.
Frau Museminali wurde 1999 zur Generalsekretärin des Ruandischen Roten Kreuzes ernannt. 
2000 erfolgte ihre Berufung zur Botschafterin im Vereinigten Königreich. Als solche war sie bis August 2005 auch als Botschafterin in den skandinavischen Staaten sowie in Irland akkreditiert. Nach ihrer Rückkehr nach Ruanda wurde sie anschließend Staatsministerin für Kooperation im Außenministerium.

### Außenministerin und bilaterale Krisen
Am 8. März 2008 wurde sie von Premierminister Bernard Makuza zur Ministerin für Auswärtige Angelegenheiten und Kooperation ernannt. Rosemary Museminali ist Mitglied der Ruandischen Patriotischen Front (RPF) unter dem Vorsitz von Präsident Paul Kagame und damit eine von zahlreichen Frauen in der Politik des Landes.
Als es im Oktober 2008 zur Sorge vor einem Krieg zwischen Ruanda und der Demokratischen Republik Kongo kam, hatte Frau Museminali in einer Sendung des staatlich kontrollierten Senders Radio Rwanda jede Verwicklung Ruandas in den Konflikt bestritten.
Angesprochen auf einen Schusswechsel über die Grenze hinweg, sagte sie, dass von kongolesischer Seite nach Ruanda hineingeschossen worden sei, nicht umgekehrt. Gleichzeitig kritisierte Frau Museminali das „Dreiecksverhältnis“ von regulärer kongolesischer Armee, Mission de l’Organisation des Nations Unies en République Démocratique du Congo (MONUC) und den Milizen der Forces Démocratiques de la Libération du Rwanda (FDLR). „Wenn die kongolesische Armee wieder einmal gemeinsame Sache mit den FDLR macht, sollte Monuc eigentlich auf Distanz gehen“, sagte die Ministerin.
Im November 2008 kam es zu einer Krise in den deutsch-ruandischen Beziehungen. Nach der Verhaftung der Protokollchefin von Präsident Kagame, Rose Kabuye, auf dem Flughafen Frankfurt Main kam es zu Protesten vor der Deutschen Botschaft in Kigali, zu denen die ruandische Regierung aufgerufen hatte. Außenministerin Museminali selbst verurteilte Deutschland: „Wir sind schockiert, weil Deutschland ein Land ist, das selbst Völkermord verübte. Es sollte in Fragen des Völkermordes sensibler sein“. Frau Museminali berief den ruandischen Botschafter aus Berlin ab. Gleichzeitig kam es zur Ausweisung des deutschen Botschafters Christian Clages aus Ruanda. Dazu führte Außenministerin Museminali aus: „Es ist kein permanenter Schritt. ... Wir haben unseren Botschafter in Berlin zu Konsultationen zurückgerufen und den deutschen Botschafter gebeten, bis zur Lösung der Angelegenheit das Land zu verlassen“.
Bei der Kabinettsumbildung im Dezember 2009 folgte ihr Louise Mushikiwabo als Außenministerin.
Ab 2011 war Museminali UNAIDS-Vertreterin bei der Afrikanischen Union und der Wirtschaftskommission der Vereinten Nationen für Afrika. 2018 wurde sie Direktorin für Öffentlichkeitsarbeit und Spenderbeziehungen bei UNAIDS.